# ARID3B
ARID3B‏ (AT-rich interaction domain 3B) هوَ بروتين يُشَفر بواسطة جين ARID3B في الإنسان.